# Year of the Horse
Year of the Horse är ett livealbum av Neil Young & Crazy Horse, utgivet 1997 och inspelad under livekonserter 1996. Dubbelalbumet kom i samband med musikdokumentären med samma namn av Jim Jarmusch. 

## Låtlista
Samtliga låtar skrivna av Neil Young.

### Skiva ett
1. "When You Dance" - 6:20
2. "Barstool Blues" - 9:03
3. "When Your Lonely Heart Breaks" - 5:05
4. "Mr. Soul" - 5:06
5. "Big Time" - 7:28
6. "Pocahontas" - 4:51
7. "Human Highway" - 4:07

### Skiva två
1. "Slip Away" - 10:52
2. "Scattered" - 4:00
3. "Danger Bird" - 13:34
4. "Prisoners of Rock 'n' Roll" - 6:40
5. "Sedan Delivery" - 7:16

## Medverkande
- Neil Young - sång, gitarr, piano, munspel
- Frank Sampedro - gitarr, keyboard, sång
- Billy Talbot - bas, sång
- Ralph Molina - trummor, percussion, sång